# Citamiang (Maniis)
Citamiang is een bestuurslaag in het regentschap Purwakarta van de provincie West-Java, Indonesië. Citamiang telt 3874 inwoners (volkstelling 2010).